# Никола Петков
Никола Димитров Петков е български политик, лидер на БЗНС и обединената демократична опозиция, убит от комунистическия режим. В политическия живот Никола Петков навлиза в началото на 1930-те години. Участва в учредяването на Националния комитет на Отечествения фронт през 1943 г. и в установяването на новата власт през 1944 г. През 1947 г. е осъден на смърт чрез обесване заради съпротивата му срещу налагането на комунистическия режим. Измъчван и убит с чук, после качен мъртъв на бесилото.

## Ранни години
Син е на политика Димитър Петков и на Екатерина Ризова, сестра на Димитър Ризов. Брат е на Петко Д. Петков, убит от наемен убиец през 1924 г.
Завършва класическия отдел на I Софийска мъжка гимназия (1910). Записва се да учи право и политически науки в Сорбоната, Париж. Завръща се в България по време на Балканската война, през 1912 г. е войник в гвардейския полк. През Първата световна война е запасен подпоручик в Четиридесет и шести пехотен добрички полк. Награден е с ордени „За храброст“, IV степен и „За военна заслуга“, V степен.
След Първата световна война продължава следването си в Париж. Завършва го с отличие през 1922 г. Постъпва на работа в българската легация в Париж. След преврата на 9 юни 1923 г. си подава оставката и остава да живее във Франция, занимава се с журналистика.

## Обществена дейност
През 1929 г. се завръща в България. Редактор е на вестниците „Земя“ (1931 – 1932) и „Земеделско знаме“ – орган на БЗНС „Александър Стамболийски“ (1932 – 1933). Подготвя и издава книга за Александър Стамболийски, в която прави политически анализи и характеристики на личността и делото на земеделския идеолог. Член е на Постоянното присъствие на БЗНС „Александър Стамболийски“ (1932 – 1933).
След Деветнадесетомайския преврат през 1934 г. заедно с Г. М. Димитров създава радикалното крило на БЗНС „Александър Стамболийски“, станало известно като БЗНС Пладне. Сътрудничи с демократическите партии и с Работническата партия (легална форма на нелегалната БКП). Народен представител в XXIV обикновено народно събрание (1938 – 1939). Настоява за защита и възстановяване на Търновската конституция и се обявява против едноличния режим на цар Борис III. По тази причина през декември 1938 г. изборът на Никола Петков за народен представител е касиран и той е интерниран в Ивайловград.
След емигрирането на д-р Г. М. Димитров през 1941 г. поема ръководството на БЗНС „Александър Стамболийски“. Броени дни преди германската армия да навлезе в България през 1941 г., полицията интернира Никола Петков в лагера „Гонда вода“ край Асеновград. През 1942 година води преговорите с комунистите за включване на БЗНС Пладне в Отечествения фронт и от август 1943 година е член на новосъздадения негов национален комитет. На 30 януари 1944 година е интерниран в Свищов при сестра си и зет си, където остава до юли същата година.

## Политическа дейност
Като участник в Деветосептемврийския преврат Никола Петков е сред възможните външни министри в първото правителство на Отечествения фронт, но остава министър без портфейл от 9 септември 1944 г. до 26 август 1945 г. През този период привържениците на правителството извършват масови убийства и заседава т.нар. Народен съд, като самият Петков участва във вземането на решение за създаване на концентрационни лагери за политическите противници.
През януари 1945 година под натиска на комунистите и Съюзническата комисия Г. М. Димитров е отстранен като водач на БЗНС, а мястото му е заето от Никола Петков. След инициираното от комунистите разцепление на БЗНС, от лятото на 1945 г. е лидер на Българския земеделски народен съюз – Никола Петков и антикомунистическата Обединената опозиция, като комунистическото ръководство започва да го разглежда като основна заплаха за режима, а комунистическият лидер Васил Коларов го определя като „център и надежда на цялата разнолика опозиция“.
През декември 1945 година Съединените щати и Великобритания поставят като условие за признаване на българското правителство включването в състава му на 2-ма представители на опозицията. По указание на Йосиф Сталин на 5 януари 1946 година министрите Кимон Георгиев, Дамян Велчев и Антон Югов се срещат с лидерите на опозицията Никола Петков и Коста Лулчев, но те категорично отказват да влязат в правителството, отхвърляйки легитимността на изборите от ноември и настоявайки за прекратяване на терора на комунистите. На 10 януари в София с Петков и Лулчев се среща съветският първи заместник-министър на външните работи Андрей Вишински, но те не променят позицията си. Петков отказва да се срещне с Вишински в 02:30 през нощта, заявявайки, че по това време посещава само приятелките си.
От 26 октомври 1946 г. е народен представител в VI велико народно събрание (1946 – 1949).

Борбата му за запазване на парламентарната демокрация е обявена от комунистите за контрареволюционна дейност. На 24 април 1947 г. политическият представител на САЩ в България и ревностен защитник на земеделската кауза Мейнард Барнс е отзован от София, а след по-малко от седмица е спрян в. „Народно земеделско знаме“. На 5 юни 1947 г. американският сенат ратифицира подписания на 5 февруари същата година мирен договор с България, което е първата стъпка към признаването на комунистическата власт от страна на САЩ. Същия ден е снет депутатският имунитет на Никола Петков и още в сградата на Народното събрание е арестуван, при което заявява: 
| „ | „Имам честта и щастието да последвам съдбата на своя баща и своя брат – да дам свободата си, а ако е необходимо и живота си, за свободата на българския народ.“ | “ |

Касирани са също 23 депутати от опозицията, с което нейното представителство в законодателната власт на практика е разгромено.
От 6 юни до 15 юли 1947 година Никола Петков е разпитван в Държавна сигурност вследствие за подбудителството на Марко Иванов, Борис Гергов и други офицери за предполагаемото възстановяване на Военния съюз и подготовката на държавен преврат. Заради засиления международен интерес към случая той не е подложен на обичайните изтезания, а режимът му в ареста е следен лично от диктатора Георги Димитров. В показанията си Петков отхвърля всички обвинения, като заявява, че продължава да подкрепя учредителната декларация на Отечествения фронт и първоначалната програма на неговото правителство от 17 септември 1944 година, но отхвърля извършваните от режима насилия.
От 5 до 14 август 1947 година протича режисиран съдебен процес срещу Никола Петков и на 16 август той е осъден на смърт чрез обесване и глоба от половин милион лева въз основа на Наредба-закона за защита на народната власт. Изпълнението на присъдата е забавено, тъй като властите изчакват влизането в сила на мирния договор с Обединените нации на 15 септември, а от друга страна се опитват да убедят Петков да поиска помилване, признавайки се за виновен. Той отказва да напише саморъчно молба и службите изготвят такава от негово име, която по-късно е изложена в Музея на революционната бдителност.
Макар решението за екзекутирането на Никола Петков да е взето от комунистическото ръководство още при арестуването му, след произнасянето на присъдата все още се обмисля целесъобразността на нейното изпълнение. На 13 септември Васил Коларов поставя писмено въпроса пред намиращия се в Москва Георги Димитров, излагайки опасенията си от отрицателния отзвук в страната и предлагайки присъдата да бъде заменена с доживотен затвор, като Петков бъде „напълно обезвреден в затвора“. На 17 септември Димитров, който смята подобна стъпка за опасна проява на слабост от страна на режима, нарежда присъдата да бъде изпълнена, позовавайки се на мнението на съветските власти. На 19 септември Държавният департамент на САЩ информира София, че предстои дипломатическо признаване на Димитровия режим, като продължава да настоява за отмяната на смъртната присъда на Петков.
Смъртната присъда на Никола Петков е изпълнена в 1 часа сутринта на 23 септември 1947 година в Централния софийски затвор. Тялото му е погребано в необозначен гроб на Централните софийски гробища. След края на комунистическия режим роднини на Петков установяват мястото на гроба му – парцел 125, ред 11, гроб 9/10, но в него по-късно са погребвани и други хора.

## Памет
На Никола Петков е наречен булевард в София (Карта).
На 23 декември 2016 г. е удостоен посмъртно от президента Росен Плевнелиев с орден „Стара планина“ I степен „за извънредно големите му заслуги в борбата против комунистическата диктатура и за изключителната му гражданска позиция и противопоставянето му срещу налагането на комунистическия тоталитарен режим“.
| „ | „Не, не в името на българския народ! Мен ме изпращате на смърт по нареждане на вашите чужди господари, тези от Кремъл или от другаде.“ | “ |